# Adult Top 40
Adult Top 40-hitlisten (også kendt som Adult Pop Songs) udgives ugentligt af Billboard magazine og rangerer, "de mest populære voksen top 40, baseret på radio airplay-målinger af Nielsen Broadcast Data Systemer."
Det er et format hvor genren er mere rettet mod et voksent publikum, der ikke er til hård rock, hip hop, eller adult contemporary. De vigtigste genrer inden for dette format er alternativ rock og mainstreampop, der er mere voksen-orienteret. Det er ikke at forveksle med adult contemporary, hvor der snarere er mindre kendte og mere ballade-drevet sange der spilles.

## Registreringer og resultater

### De fleste uger som nummer ét
25 uger
- "Smooth" – Santana featuring Rob Thomas (1999–2000)

23 uger
- "Wherever You Will Go" – The Calling (2001–02)

18 uger
- "Unwell" – Matchbox Twenty (2003)
- "Photograph" – Nickelback (2005–06)

17 uger
- "Iris" – Goo Goo Dolls (1998)

16 uger
- "Complicated" – Avril Lavigne (2002)

15 uger
- "Don't Speak" – No Doubt (1996–1997)
- "How to Save a Life" – The Fray (2006–07)

14 uger
- "Torn" – Natalie Imbruglia (1998)
- "Everything You Want" – Vertical Horizon(2000)
- "Drops of Jupiter (Tell Me)" – Train (2001)

Kilde:

### Kunstnere med de fleste nummer-et singler
| Antallet af Singler | Kunstner     | Kilde |
| ------------------- | ------------ | ----- |
| 13                  | Maroon 5     | [ 4 ] |
| 9                   | Pink         |       |
| 8                   | Katy Perry   |       |
| 7                   | Taylor Swift |       |
| 5                   | Adele        |       |
| 5                   | Nickelback   |       |

### Kunstnere med de uger samlet, som nummer ét
| Uger | Kunstner        | Kilde  |
| ---- | --------------- | ------ |
| 80   | Maroon 5        | [ 5 ]  |
| 54   | Matchbox Twenty | [ 6 ]  |
| 47   | Santana         | [ 7 ]  |
| 40   | Rob Thomas      | [ 8 ]  |
| 37   | Pink            | [ 9 ]  |
| 35   | Nickelback      | [ 10 ] |
| 35   | Adele           | [ 11 ] |
| 34   | Katy Perry      | [ 12 ] |
| 33   | Ed Sheeran      | [ 13 ] |
| 28   | Taylor Swift    | [ 14 ] |
| 27   | Toget           | [ 15 ] |
| 27   | Kelly Clarkson  | [ 16 ] |

### Kunstnere med flest top 10-singler
- 24 – Maroon 5[17]
- 18 – Taylor Swift[18]
- 16 – Kelly Clarkson[19]
- 15 – Pink[20]
- 14 – Goo Goo Dolls[21], Tog[22], Katy Perry[23]
- 13 – Matchbox Twenty[24]

### Længste pause mellem antallet dem
- Coldplay – otte år og otte måneder
- Train – seks år, fire måneder og en uge
- Maroon 5 – fem år, 10 måneder og en uge

Kilde: 

### De fleste ugentlige spil
Kun 8 sange har rundet de 5.000 ugentlige spins mærke i hitlistens historie.
- Lorde – "Royals" (5.380)
- OneRepublic – "Counting Stars" (5.367)
- Katy Perry – Roar (5.309)[26]
- Avicii – "Wake Me Up" (5.230)
- Passager – "Let Her Go" (5.155)
- Adele – Rolling in the Deep (5.109)[27]
- Pink feat. Nate Ruess – Just Give Me a Reason (5.040)[28]
- Robin Thicke med T. I. og Pharrell – Blurred Lines (5.023)[29]

### Yderligere resultater
- Shawn Mendes er den første kunstner, der har fire singler der blev nummer 1 på den Adult Pop Songs Chart før han blev 20.[1]